# Angelo Vicari
Angelo Vicari, pronuncia Vìcari (Sant'Agata di Militello, 2 gennaio 1908 – Roma, 17 maggio 1991), è stato un poliziotto e prefetto italiano, capo della polizia dal 1960 al 1973.

## Biografia
Originario della provincia di Messina, era nato a Sant'Agata di Militello nel 1908. Vicari iniziò la sua carriera nell'amministrazione del Ministero dell'Interno nel 1931. Nel febbraio 1946 fu nominato prefetto e divenne capo dell'ufficio legislativo del ministero dei Lavori pubblici fino al febbraio 1947.
Esercitò poi le funzioni prefettizie in sedi importanti quali Palermo (dal 1948), Genova (dal 1953) e Milano (dal 1958).
Il 10 ottobre del 1960, con il terzo governo Fanfani (Mario Scelba era ministro degli Interni) fu nominato capo della polizia, succedendo al prefetto Giovanni Carcaterra.

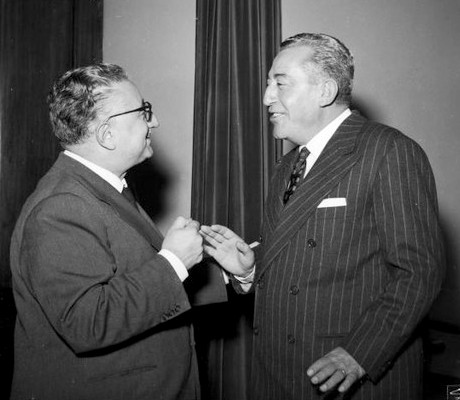
Angelo Vicari (a destra) con Giovanni Leone, allora presidente della Camera (1960).

Vicari, che aveva assunto l'incarico in un momento critico: dopo i fatti di Genova del 30 giugno 1960 che avevano portato alla caduta del governo Tambroni e le polemiche politiche che ne erano seguite, si trovò a dirigere la Polizia per tutti gli anni sessanta e per i primi anni del decennio successivo, in un periodo della storia italiana caratterizzato da forte crescita economica accompagnata da tensioni sociali e conflittualità.
Sono di quegli anni, infatti, il boom economico, le proteste operaie e le agitazioni sindacali dell'autunno caldo, le manifestazioni del movimento studentesco e i primi episodi del terrorismo. Fenomeni di vasta portata che ebbero una diretta influenza sull'ordine pubblico. Durante il suo incarico, durato oltre dodici anni, il più lungo nella storia dell'Italia repubblicana, venne istituita la divisione di Polizia criminale, nota comunemente con il termine di Criminalpol, diretta da un funzionario con il grado di vice capo della polizia, venne istituito un servizio di soccorso pubblico, il 113, con il quale i cittadini potevano rivolgersi direttamente alla Polizia nelle situazioni di emergenza e, nel 1964, fu istituita l'Accademia del Corpo delle Guardie di Pubblica Sicurezza.
Sempre nel corso del suo incarico, ci fu anche l'episodio del cosiddetto golpe Borghese, un tentativo di colpo di stato, organizzato da Junio Valerio Borghese, che avrebbe dovuto svolgersi nella notte tra il 7 e l'8 dicembre 1970. Uno degli obbiettivi dell'azione eversiva, oltre alla cattura del presidente della repubblica Giuseppe Saragat, era l'assassinio dello stesso Vicari.
Il 28 gennaio 1973, con il compimento del sessantacinquesimo anno, lasciò il servizio per "raggiunti limiti di età" e fu sostituito dal prefetto Efisio Zanda Loy.
Morì a Roma, a 83 anni, nel 1991. La città natale gli ha dedicato, a seguito di una petizione popolare, un viale inaugurato nel 2009.